# Никто (Игра престолов)
«Никто» (англ. No One) — восьмой эпизод шестого сезона фэнтезийного сериала канала HBO «Игра престолов», и 58-й во всём сериале. Сценарий к эпизоду написали создатели сериала Дэвид Бениофф и Д. Б. Уайсс, а режиссёром стал Марк Майлод. Премьера состоялась 12 июня 2016 года.
«Никто» получил похвалу от критиков, которые отметили завершение истории Арьи с Безликими, повторное появление Братства без Знамён и план Джейме отвоевать Риверран как яркие моменты эпизода, однако отчасти эпизод был признан разочаровывающим. В США, этот эпизод посмотрели 7.60 миллионов зрителей во время оригинального показа. Мэйси Уильямс и Питер Динклэйдж выбрали этот эпизод, чтобы поддержать свои номинации на 68-й церемонии премии «Эмми».

## Сюжет

### В Речных Землях
Сандор (Рори Макканн) выслеживает членов Братства без Знамён, напавших на поселение Рэя, и буднично и жестоко убивает их. Продолжая искать оставшихся убийц, он натыкается на Берика Дондарриона (Ричард Дормер) и Тороса из Мира (Пол Кэй), которые как раз готовятся повесить тех дезертиров из Братства, за которыми охотился Клиган. Сандор торгуется с Бериком, который разрешает ему лично повесить двоих мужчин из трёх. Берик и Торос безуспешно пытаются завербовать Сандора в Братство, объясняя, что они намерены отправиться на север, чтобы сражаться с Белыми Ходоками, и им нужна его сила.
Бриенна (Гвендолин Кристи) и Подрик (Дэниел Портман) прибывают в Риверран, где леди Тарт встречается с Джейме (Николай Костер-Вальдау) и Бронном (Джером Флинн). Бриенна объясняет, что она пришла заручиться союзом с «Чёрной Рыбой» Бринденом Талли и армией Талли для Сансы, но Джейме указывает, что Бринден Талли (Клайв Расселл) осаждён в Риверране и твёрдо намерен просидеть там ещё пару лет. Бриенна предлагает Джейме соглашение: если она сможет убедить Чёрную Рыбу сдать замок, то Ланнистер позволит ему и армии Талли безопасно пройти на Север. Джейме соглашается, более того, не собирается разоружать войско Чёрной Рыбы, но даёт Бриенне время только до заката. Леди Тарт пытается вернуть Джейме его меч, «Верный клятве», поскольку её миссия выполнена. Но Джейме говорит, что меч отныне принадлежит ей и только ей. Бриенна безуспешно пытается договориться с Чёрной Рыбой, родной Риверран Бриндену дороже давно не виденной племянницы.
В лагере Фреев Джейме разговаривает с Эдмуром (Тобайас Мензис), пытаясь нащупать его слабые места. Упомянув о сыне Эдмура, которого тот не видел ещё ни разу в жизни, Джейме чувствует, что на этом можно сыграть. Поняв, что больше всего на свете Эдмур хочет увидеть жену и ребёнка, Ланнистер говорит о своём страстном желании вновь увидеть сестру. И чтобы вернуться к Серсее (Лина Хиди), Джейме готов убить всех Талли, которых найдёт, включая Эдмура и его сына. Заявив, что если Риверран не будет взят, сын Эдмура отправится к деду в виде заряда катапульты, Джейме отправляет его для переговоров с Чёрной Рыбой. По праву владелец замка — Эдмур, поэтому, несмотря на протесты Чёрной Рыбы, офицеры армии Талли разрешают ему войти в замок, а затем и выполняют его приказ сдать Риверран. Талли также приказывает схватить Чёрную Рыбу, но старый воин хочет умереть в бою, свободным и на родной земле. Последнее, что он делает — это помогает Бриенне и Подрику сбежать.
Джейме сообщают о смерти Чёрной Рыбы. Стоя на стене Риверрана, он видит, как Бриенна и Подрик уплывают на лодке. Ланнистер и леди Тарт обмениваются знаками прощания.

### В Миэрине
Пока Красные жрецы агитируют за Дейенерис, Тирион (Питер Динклэйдж) и Варис (Конлет Хилл) пытаются вернуть Миэрин к мирной жизни. Предупредив Тириона о том, что Красным жрецам доверять не стоит, Варис отправляется в Вестерос, чтобы найти больше союзников и кораблей. Коротая вечер с Серым Червём (Джейкоб Андерсон) и Миссандеей (Натали Эммануэль), Тирион пытается познакомить их с радостями жизни, как он их понимает, с выпивкой и юмором. Их веселье прерывает появление флота господ Юнкая, который начинает обстреливать Миэрин с целью вернуть обратно своих рабов. Когда осаждённые в Великой Пирамиде Тирион и Серый Червь обсуждают дальнейшие действия их небольшого гарнизона, внезапно появляется Дейенерис (Эмилия Кларк), приземлившись на Дрогоне на вершину Пирамиды.

### В Королевской Гавани
Святое Воинство во главе с Ланселем (Юджин Саймон) с благословения короля Томмена (Дин-Чарльз Чэпмен) прибывают, чтобы отвести Серсею (Лина Хиди) к Его Воробейшеству. Серсея отказывается идти с ними, и когда один из членов Воинства нападает, его жестоко убивает телохранитель Григор Клиган (Хафтор Юлиус Бьёрнссон). Видя испуг остальной части Святого Воинства, Серсея с напускной лаской говорит, что Его Воробейшество может в любой момент прийти к ней в Красный Замок сам.
Томмен выступает в тронном зале, и Серсея как королева-мать хочет встать рядом с сыном. Но Киван (Иэн Гелдер) не даёт ей занять это место, отправляя её на галерею к младшим дамам двора. Серсея встревожена, и не зря: несколько минут спустя Томмен объявляет дату суда над Серсеей и Лорасом (Финн Джонс) и добавляет, что церковь запретила суд поединком, теперь всё решать будет совет септонов. Серсея понимает, что Его Воробейшество предпринял ответный ход, и делать ставку на силу Горы у неё уже не получится.
Квиберн (Антон Лессер) шёпотом сообщает Серсее о некоем «слухе», который она приказала ему расследовать, и отмечает, что это «больше, гораздо больше», чем просто слух.

### В Браавосе
Леди Крейн (Эсси Дэвис) возвращается в свои покои и обнаруживает спрятавшуюся там раненую Арью (Мэйси Уильямс). Она перевязывает её раны и говорит, что благодаря её предупреждению выгнала Бьянку из актёрской труппы, предварительно изуродовав её лицо. Затем она предлагает Арье занять освободившееся место в труппе, но та отказывается, сказав, что намерена отправиться на запад Вестероса. Спустя пару дней, когда Арья начала поправляться, появляется Бродяжка (Фэй Марсей) и убивает Леди Крейн. Она явно намерена завершить начатое на мосту и убить, наконец, Арью. Девочка бежит по улицам Браавоса на пределе своих сил, её раны начинают кровоточить. Добравшись до заброшенных домов, в одном из которых она спрятала свой меч «Иглу», Арья нарочно оставляет кровавые следы на стене, притупляя бдительность Бродяжки. Как только Бродяжка закрывает за собой дверь, Арья Иглой перерубает свечу, и комната погружается во мрак.
В Чёрно-Белом Доме Якен (Том Влашиха) обнаруживает кровавый след. Проследовав по нему, он натыкается на снятое с Бродяжки лицо и меч Арьи, уперевшийся ему в грудь. Якен поздравляет девочку с выдержанным испытанием, сказав, что она, наконец, стала Никем. Однако слышит в ответ: «Девочка — Арья Старк из Винтерфелла. И я возвращаюсь домой». Губы Якена трогает улыбка.

## Производство

### Сценарий

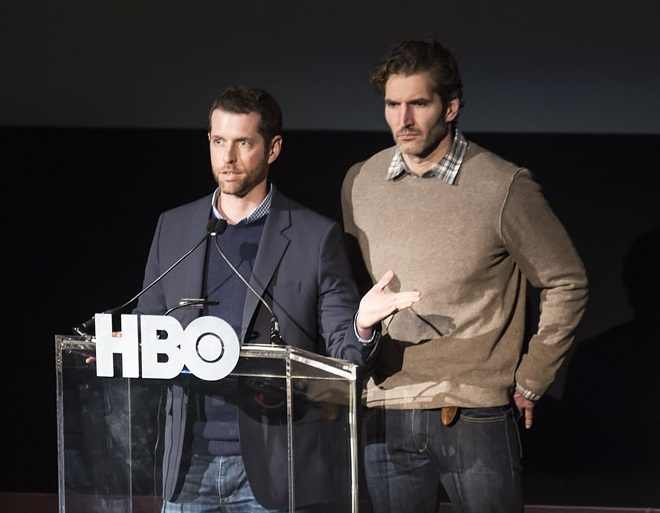
Сценарий к эпизоду написали создатели сериала Дэвид Бениофф и Д. Б. Уайсс.

Сценарий к «Никто» был написан создателями сериала Дэвидом Бениоффом и Д. Б. Уайссом. Некоторые элементы в эпизоде основаны на предстоящем шестом романе из цикла «Песнь Льда и Огня», «Ветра зимы», автор которого, Джордж Р. Р. Мартин, надеялся завершить его до того, как шестой сезон выйдет в эфир. Он также адаптирует главу «Джейме VII» из «Пира стервятников», где изображена Осада Риверрана.
В приложении «Inside the Episode», опубликованном HBO вскоре после выхода эпизода в эфир, Дэвид Бениофф говорит о случившемся в Королевской Гавани и о решении Томмена отменить «суд поединком», заявив: «Этот момент является тяжёлым ударом для Серсеи, потому что она рассчитывала на суд поединком с конца пятого сезона. Это всегда было её тузом в рукаве, Гора никогда не проиграл бы суд поединком, поскольку нету никого, кто мог бы победить его. И затем Томмен отбирает его у неё, зная, что он делает. Он может быть слабым королём, но он не идиот, он понимает, что будет означать этот шаг. Так что это вполне себе разрушительный момент для Серсеи, и вы видите это по её реакции, и частично потому, что это предвещает что-то плохое в этом предстоящем суде и частично потому, что это её собственный сын на самом деле предал её.»
Говоря об Осаде Риверрана, Д. Б. Уайсс отметил по поводу воссоединения Бриенны с Джейме, что «Джейме не ожидал снова обязательно когда-нибудь увидеть Бриенну, он, конечно, не ожидал увидеть, как она отправляется в его военный лагерь. А его отношения с ней, очевидно, очень сложные, и он понимает, что он неудобно себя чувствует.» Бениофф продолжил о побеге Бриенны: «Эти двое не совсем уверены в том, как они думают друг о друге, и он разрешает ей уйти. Он мог бы отдать приказ, послать своих людей за ней, чтобы захватить её, и это не было бы трудно захватить её, поскольку её медленно увозит Подрик, но он не отправляет их. Она формально может теперь быть его врагом, поскольку она служит Сансе Старк, которая, очевидно, всё ещё является подозреваемой в убийстве Джоффри, но она не враг Джейме.»
Клайв Расселл, который изобразил Бриндена «Чёрную рыбу» Талли в сериале, рассказал о встрече его персонажа с Бриенной Тарт, в интервью с IGN, отметив: «Бриенна представляла для него его молодое я, человека целостности, солдата целостности, пытающегося сделать всё правильно. Это добавило в конфликт его чувство о том, что нужно было сделать правильно: послать людей Сансе или нет.» Он продолжил, сказав об их отношениях друг к другу: «Она очень чётко разговаривала с силой. Она говорила со стариком, который, изначально, был раздражён её присутствием, но затем принимает её всерьёз. Здесь есть трогательный момент, где он признаёт ей это в лицо. Это очень трогательно и грустно, и я думаю, что в этом и суть. Он действительно признаёт следующее поколение того, чем я однажды был.»
В заключении сегмента «Inside the Episode», Д. Б. Уайсс рассказал об истории Арьи, сказав: «Арья в опасности, у неё открытая рана на животе, и единственного человека, который защищал её в данный момент, к сожалению, убивают. Факт того, что Многоликий Бог получает обещанных ему людей, заставляет задуматься, что существует неизбежность того, что происходит с людьми, которые вступают в конфликт с Безликими, как это сделала Арья.» Уайсс продолжил о заключительной части сюжета: «Арья говорит Якену, повесив лицо на стену, что 'этот счёт закрыт и теперь всё, и я теперь ухожу', и я думаю она знает, какой будет ответ. Очевидно подразумевалось, что Якен, в какой-то степени, ожидал исход, который он получил. Он может быть „никем“, но в нём осталось достаточно человечности, чтобы уважать и восхищаться тем, кем является девочка и чем она стала. Арья, наконец, говорит нам то, что мы всё время знали, что она не никто, она Арья Старк из Винтерфелла.»

### Кастинг

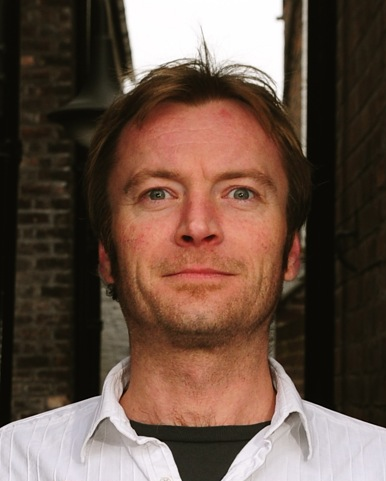
Ричард Дормер (на фото), а также Пол Кэй вернулись в ролях Берика Дондарриона и Тороса из Мира, соответственно.

В этом эпизоде вновь появились Ричард Дормер и Пол Кэй, которые изобразили Берика Дондарриона и Тороса из Мира, соответственно. Они в последний раз появились в эпизоде третьего сезона «Медведь и прекрасная дева», прежде чем вернуться в шестой сезон. Дормера ранее спросили о возвращении в «Игру престолов» в интервью с «Esquire» в феврале 2015 года, он сказал тогда, что он сомневался по поводу возвращения в сериал, заявив: «Ну, они не сказали мне об этом, поэтому я так не думаю.» Он также отметил по поводу изображения своего персонажа: «Берик был благородным персонажем, лидером мужчин. Вроде как Робин Гуд. Вот я и подумал, вот так я и сыграю парня.» Участие Пола Кэя в сериале было подтверждено в середине апреля 2016 года.
Эпизод также включает смерть нескольких повторяющихся персонажей сериала. Фэй Марсей, которая изобразила Бродяжку, рассказала «The Hollywood Reporter» о своём участии в эпизоде и о своём уходе из «Игры престолов» после нескольких сезонов, сказав: «Как бы мне ни было жаль, что я ухожу из шоу, я думаю, что эта сюжетная линия должна быть завершена таким образом. Я болею за Арью, а также и за Мэйси. Даже если я не смогу тусить со всеми снова, я думаю, что всё уже сделано и сделано правильно. Я думаю, что Арья заслужила содрать её лицо и прикрепить его на стену.» Повторяющиеся актёры Клайв Расселл, в роли Чёрной рыбы, и Эсси Дэвис, в роли леди Крейн, также были убиты в сериале.
В первой сцене с участием Сандора «Пса» Клигана, комик Стив Лав был взят на роль одного из членов Братства, убитого Псом. Лав ранее стал известен своими пародиями на различных персонажей «Игры престолов», загружая видео на YouTube, которые в итоге появлялись в шоу «Jimmy Kimmel Live!». После появления, Лав заявил, что он получил письмо от Дэвида Бениоффа, с предложением об участии в шоу, сказав: «Я заинтересовался этой темой, послал им ответ: 'Слушай, я не знаю, какие у вас на меня планы, но для меня значило бы много, если бы мне досталась сцена ужасной смерти в духе „Игры престолов“', и они написали мне в ответ: 'Вообще-то, Стив, это именно то, что мы приготовили для тебя.'»

### Съёмки

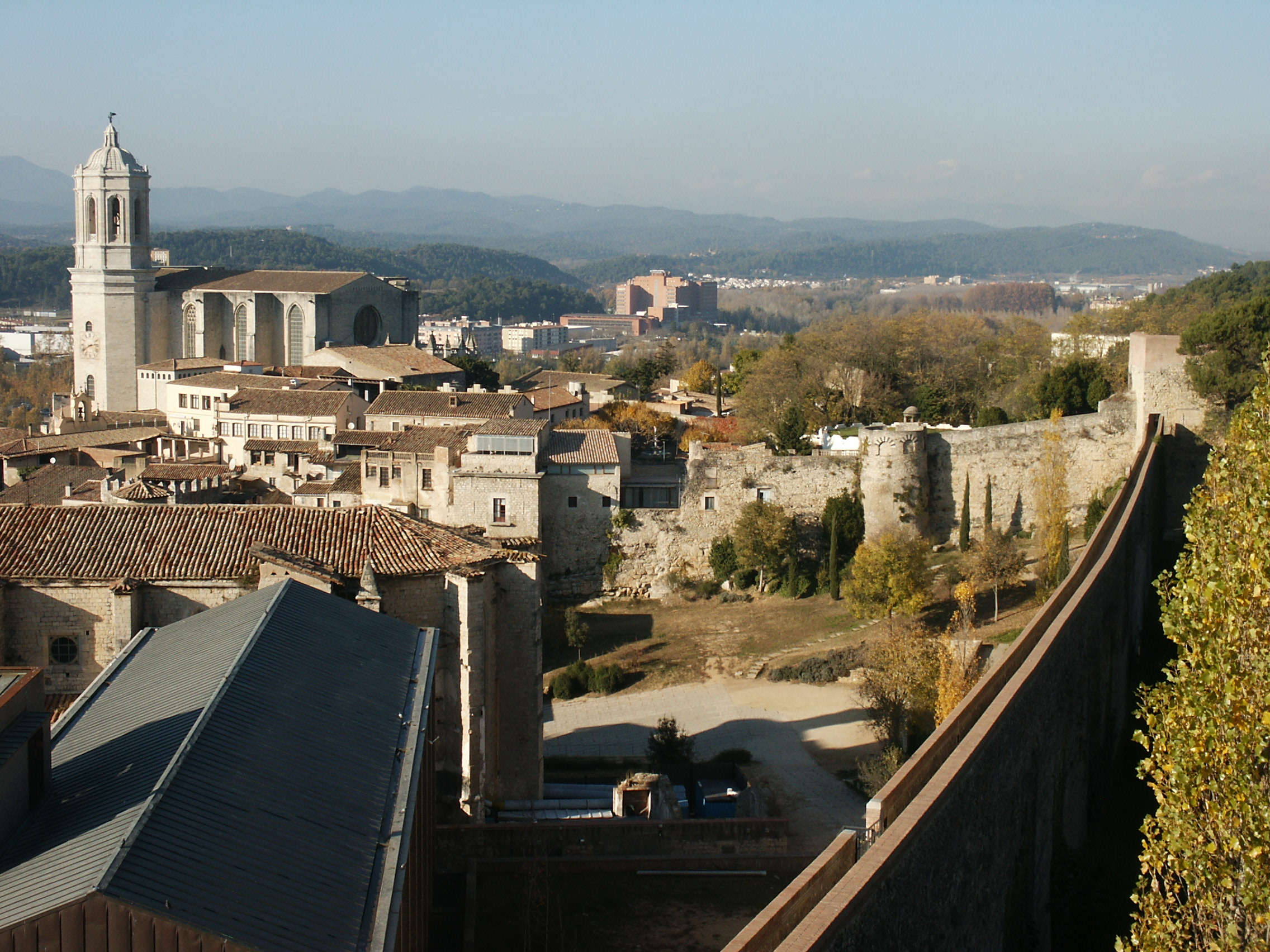
Съёмки сцен погони по Браавосу произошли в Жироне, Испании.

Режиссёром «Никто» стал Марк Майлод. Майлод ранее снял два эпизода пятого сезона, «Его Воробейшество» и «Сыны Гарпии». Майлод также снял предыдущий эпизод, «Сломленный человек». Вдобавок, Майлод также в качестве режиссёра сериала канала HBO «Красавцы», сняв 23 эпизода, а также сериала канала Showtime «Бесстыдники», сняв 11 эпизодов, и где он также был соисполнительным продюсером.
Майлод рассказал о съёмках финальной сцены, погони между Арьей и Бродяжкой, в фичуретке, опубликованной HBO после выхода эпизода в эфир. Майлод заявил, что он сделал большое исследование, чтобы создать погоню, сказав: «Я изучил каждую погоню в истории кино, пытаясь выбрать что-то из них, что подойдёт для визуального стиля „Игры престолов“, который не обязательно является тем же с точки зрения кинематографии, какой можно увидеть во многих современных триллерах. Здесь всё гораздо более в классическом стиле.» Он продолжил: «Всё упирается в использовании для съемок этого очень милого, крутого лестничного пролёта, и ты думаешь: 'Было бы здорово, если бы она спрыгнула с этого, а затем упала на лестницу?' У меня в голове был образ того, что я хотел, чтобы много апельсинов скатывалось вниз, не совсем уверен, откуда это пришло, но это выглядело красиво.»
В интервью с «Entertainment Weekly» Мэйси Уильямс поделилась мыслями о сценами с Арьей, а также о процессе съёмок, сказав: «Мы хотели, чтобы люди думали, что это может быть концом, или началом конца. Как будто её рана будет гноиться — как с Псом.» Она продолжила: «Постоянная тема разговора с Марком Майлодом во время погони была о том, насколько пораженной она должна быть, а также каков уровень опасности в её ситуации. Арье до сих пор очень везло с людьми, с которыми она встречалась. Всё время, которое она была с Псом, она играла вторую скрипку, потому что он был очень хорош. Поэтому я хотела, чтобы она выглядела так, как будто она борется.» Уильямс также заявила, что она внесла свой вклад в то, как должна быть снята сцена, заявив: «Я не хотела, чтобы трюки в погоне были излишними или сверхчеловеческими. Я пришла на место съёмок и они собирались заставить Арьи кататься и погружаться в воду, и я такая: 'Это выглядит потрясающе, но нет.' Я сказала: 'Зачем ей туда бежать? Она просто пригнётся под это и просто уйдёт.' Это выглядит не совсем киношно, наверно, но им придётся найти что-то ещё, если они хотят что-то киношное. И я чувствовала себя ужасно, потому что работа каскадёров заключается в том, чтобы заставить всё выглядеть настолько безумно и круто, насколько это возможно. Но я теперь знаю Арью. В начале было много загадок, теперь я всё про неё знаю.»
Фэй Марсей, которая изобразила Бродяжку, рассказала «The Hollywood Reporter» о своих сценах и съёмках с Уильямс, сказав: «Думаю, что мы проработали месяц в Белфасте, прежде чем начать съёмки. Мы зашли в шатёр каскадёров и жили там. Это была хореография, как в танцах. Мэйси так хорошо слаженна и хороша в том, что делает. Я менее скоординирована и легко злюсь. Я бывало бросала палку и уходила со словами: 'Я не могу сделать это!' И она потом подбадривала меня. Она очень поддерживающая. Мы тренировались месяц и за день до того, как камеры начали снимать, мы проходили движения несколько раз, чтобы не навредить друг другу. Мы пару раз царапали друг друга. Я помню, как она получила в живот очень серьёзно, и она чуть не отрезала мне ухо в этот момент. Было весело. Это было очень весело, но мы также очень устали.»

Лицо замка и подъёмный мост были построены, а остальное было добавлено на пост-продакшне.

Съёмки сцен Риверрана начались в октябре 2015 года и привели к нескольким жалобам от местных жителей, живущих в этом районе, из-за строительства части замка Талли. Съёмки сцен произошли в Корбете, графстве Даун, Северной Ирландии. Из-за некоторых опасений по поводу размера здания, съёмки не могли состояться, пока местные инспекторы не смогли определить, следовала ли производственная команда тому, что было согласовано в разделе «планирование и применение». Строительство замка началось в сентябре, к которому, вскоре после этого, добавили шатры и деревянные дополнения. Кроме того, производственная команда также создала реально работающий подъёмный мост для сцен, чтобы не полагаться на CGI, для создания съёмочной площадки. Визуальные эффекты были добавлены, чтобы создать остальную часть замка.
Клайв Расселл, который сыграл Чёрную рыбу, поговорил с IGN о работе с Гвендолин Кристи, которая играет Бриенну Тарт, отметив: «Есть что-то очень любопытное, кстати, я, наверное, ростом около 6’6 футов. Я думаю, что она ростом 6’3 футов, но за всё время, которое я проработал с ней, я чувствовал, что она была выше меня. Теперь я не знаю, что делать с этим. Думаю, это связано с тем, что тебе противостоит физически обаятельная очень высокая женщина, или, может быть, потому что она поймала внушительность персонажа этой женщины, этого солдата. Она также необычайно весёлая женщина. Нам было очень весело вместе. Было очень весело играть.» Гвендолин Кристи также рассказала о съёмках с Николаем Костер-Вальдау, который играет Джейме Ланнистера, отметив: «Я была взволнована. Было очень весело снова быть вместе с Николаем, и я думала о том, что их воссоединение, которое должно произойти, не совсем ожидаемо. Мне просто понравилось, что оно было настолько формальным, потому что в рамках такой формальности, и с необходимостью договариваться друг с другом, было много других историй, которые так и молили, чтобы их рассказали в этот момент. Происходит процесс ползучей фамильярности среди двух людей, которые не были вместе в течение длительного времени; его можно было построить.» Костер-Вальдау также рассказал о своей первой сцене воссоединения, заявив: «Это отличная сцена. Эти персонажи настолько близко к своей груди держат карты и они не хотят показать то, что они чувствуют. Но мы знаем, что произошло между ними, что это больше, чем встреча двух рыцарей. Но они никогда не признают это.»

## Реакция

### Рейтинги
«Никто» посмотрело 7.60 миллионов американских зрителей во время оригинального показа, что чуть ниже по сравнению с рейтингом предыдущей недели, который составляет 7.80 миллионов зрителей за эпизод «Сломленный человек».

### Реакция критиков
«Никто» получил положительные отзывы от критиков, которые отметили завершение истории Арьи с Безликими, повторное введение Братства без Знамён и тактику Джейме по отвоевыванию Риверрана как яркие моменты эпизода. Он получил рейтинг 85 % на сайте Rotten Tomatoes, на основе 41 отзыва со средним рейтингом 7.2/10. Консенсус сайта гласит: «„Никто“ показывает братьев Клиганов снова в действии и ставит последние несколько кусочков пазла на место, подготовив тем самым почву для знаменательной битвы на следующей неделе.»
Мэтт Фоулер из IGN написал в своей рецензии к эпизоду: «„Никто“, возможно, дал нам бескровную осаду, но было много кровавых моментов, а именно от братьев Клиганов, которые были пугающе жестокими на этой неделе. Хотя и не друг против друга, но сейчас, стычка между Клиганами отменена. Мне очень понравился конец сюжетной дуги Арьи, а также план Джейме по отвоёвыванию Риверрана — хотя мне любопытно посмотреть на произошедшее с точки зрения Талли. Бриенне не удалось собрать армию для Сансы и Джейме просто уедет домой? Кажется, что должно быть больше, чем просто одна победа для имени Ланнистера.» Он дал эпизоду рейтинг 8.2 из 10.
Однако эпизод был также раскритикован за невыразительность многих сюжетных линий, смазанное завершение осады Риверрана, а особой критике подверглось завершение сюжетной арки Арьи с Безликими, в котором Арья после того, как получила множественные колотые ранения в предыдущем эпизоде, смогла обогнать и убить свою более быструю и сильную преследовательницу.

### Награды
| Год  | Награда                      | Категория                                                    | Номинант(ы)                                | Результат | Прим.         |
| ---- | ---------------------------- | ------------------------------------------------------------ | ------------------------------------------ | --------- | ------------- |
| 2016 | 68-я церемония премии «Эмми» | Лучшая актриса второго плана в драматическом сериале         | Мэйси Уильямс за роль Арьи Старк           | Номинация | [ 23 ] [ 24 ] |
| 2016 | 68-я церемония премии «Эмми» | Лучший актёр второго плана в драматическом сериале           | Питер Динклэйдж за роль Тириона Ланнистера | Номинация | [ 23 ] [ 24 ] |
| 2016 | Творческая премия «Эмми»     | Лучшая работа художника-постановщика в фэнтезийной программе | Дебора Райли, Пол Гирардани, Роб Кэмерон   | Победа    | [ 23 ] [ 24 ] |